# 安德烈·西切沃伊
安德烈·伊万诺维奇·西切沃伊（俄语：Андре́й Ива́нович Сычево́й，羅馬化：Andrei Ivanovich Sychevoy，1969年5月16日—），俄罗斯陆军中将。其於2019年2月至2021年11月任南部軍區第8近衛聯合武裝集團軍司令。2022年7月至2022年9月4日擔任西部軍區總司令。2022年烏克蘭哈爾科夫反攻期間9月6日，有說法指在哈爾科夫州巴拉克利亞遭到烏軍俘虜，但截至目前消息尚未证实。根據獨立智庫戰爭研究所在2023年10月2日發表的報告表示，西切沃伊在2022年9月上旬被解職。而戰爭研究所引用俄媒指西切沃伊拒絕所有新聞評論請求。
根據俄羅斯軍事博主報告說，西切沃伊在2023年烏克蘭反攻期間負責巴赫姆特的防禦。他在俄軍失去克利希伊夫卡村和安德里伊夫卡村之際，並對兩個村莊發動無支援和毫無準備的反擊失敗後，於2023年10月1日因表現不佳而被解除指揮權。

## 生平
西切沃伊於1969年5月16日出生于苏俄克拉斯诺达尔边疆区克雷姆斯克區特羅伊茨卡亞。
西切沃伊毕业于苏沃洛夫军事学院。他在1990年于烏里揚諾夫斯克坦克學校畢業，2002年于俄羅斯聯邦軍隊綜合軍事學院畢業，2016年畢業於俄罗斯总参谋部军事学院。

## 事蹟
西切沃伊从乌里扬诺夫斯克高级坦克指挥学校毕业后，他在坦克和机械化步兵部队服役，担任过从排长到连长等职务。其从俄羅斯聯邦軍隊綜合軍事學院毕业后，他相继担任从副团长到副师长的职位。
西切沃伊曾經參與第二次車臣戰爭及俄羅斯在敘利亞內戰的軍事介入。其自2009年11月至2011年1月擔任远东军区第70独立近卫机动步兵旅指挥官。2011年8月至2012年1月擔任东部军区第59独立机动步兵旅指挥官。其从2013年5月到2014年8月擔任第2近卫塔曼摩托化步兵师指挥官。其从俄罗斯联邦武装部队总参谋部军事学院毕业后，他被任命为东部军区第5聯合武裝集團軍。
2017年1月，西切沃伊擔任南部军区第8近衛聯合武裝集團軍副指挥官兼参谋长。2019年2月晉升為南部军区第8近衛聯合武裝集團軍司令。
2019年2月22日，俄羅斯總統弗拉基米爾·普京授予西切沃伊中将军衔。

### 2022年俄羅斯入侵烏克蘭
2022年俄羅斯入侵烏克蘭，2022年2月28日起，西切沃伊因指挥入侵乌克兰遭欧盟个人制裁。2022年3月15日，英國跟進制裁。2022年3月18日，紐西蘭跟進制裁。2022年4月12日，日本跟進制裁。2022年5月6日，加拿大跟進制裁。
2022年7月，俄羅斯國防部長謝爾蓋·紹伊古任命西切沃伊為西部軍區總司令。2022年9月4日，俄羅斯國防部因西切沃伊等高級將領在戰爭中表現不佳而被免去西部軍區總司令職務。2022年9月6日，乌克兰军队朝俄佔哈爾科夫進攻。烏軍在巴拉克列亞俘虏身穿中校军装，與西切沃伊长相相似的一名俄軍。烏克蘭媒體懷疑西切沃伊被俘。烏克蘭最高拉達議員阿列克謝·洪恰連科（Олексій Гончаренко）也宣佈這一消息
。如西切沃伊被俘，將是自第二次世界大戰以来最高級別的俄羅斯戰俘。
但《新聞周刊》引用開源情報分析師奧利佛·亞歷山大的說法，西切沃伊與戰俘兩者髮際線和面部的痣位置不同，而且軍服上中校肩章與西切沃伊的軍銜不符。

## 榮譽
- 勇氣勳章（2次）[20]
- 一級祖國功勳獎章[20]
- 二級祖國功勳獎章[20]
- 一級軍功傑出獎章（俄语：Медаль «За отличие в военной службе» (Минобороны)）[20]
- 二級軍功傑出獎章[20]
- 三級軍功傑出獎章[20]
- 敘利亞軍事行動參與者獎章[20]